# 586 a.C.
Il 586 a.C. (DLXXXVI a.C. in numeri romani) è un anno  del VI secolo a.C.

## Eventi
Gli Ebrei vengono attaccati dai Babilonesi di Nabucodonosor II, che distruggono completamente il Tempio di Salomone e deportano parte della popolazione nel cosiddetto esilio babilonese.

## Morti
- Nitokris I, sovrano egizia